# یواس‌اس چیمو (۱۸۶۴)
یواس‌اس چیمو (۱۸۶۴) (به انگلیسی: USS Chimo (1864)) یک کشتی بود که طول آن ۲۲۵ فوت (۶۹ متر) بود. این کشتی در سال ۱۸۶۴ ساخته شد.